# Juan Nepomuceno Fernández Mantecón
El capitán Juan Nepomuceno Fernández Mantecón, fue un militar mexicano que participó en la lucha por la Independencia de México. En 1821 fue enviado por el coronel Antonio López de Santa Anna hacia Tabasco, para proclamar la independencia de la corona española, convirtiéndose en el "libertador de Tabasco" y en el primer gobernador de Tabasco en la época independiente.

## Instrucciones de Santa Anna
El 24 de agosto de 1821 se firmaron los Tratados de Córdoba, por medio de los cuales, se reconocía la independencia de la Nueva España. Tras ese acontecimiento, el coronel Antonio López de Santa Anna, nombrado por Agustín de Iturbide Comandante General del Sureste, designó al capitán Juan Nepomuceno Fernández Mantecón, para que marchara con su tropa de cuatrocientos hombres hacia Tabasco, con la finalidad de anunciar el triunfo de la insurrección y proclamar la independencia en la región.
Fernández Mantecón partió desde Cosamaloapan, integrando una fuerte división. Pasó con su ejército independentista por las poblaciones veracruzanas de Corral Nuevo, Acayucan y Coatzacoalcos, haciendo el recorrido sin muchas dificultades, pues prácticamente todo el ejército español había huido a Villa del Carmen.

## Llegada a Tabasco
El 31 de agosto, Juan Nepomuceno Fernández, entró a Tabasco por el cantón de Huimanguillo, pasando por las poblaciones de Cárdenas y Cunduacán, para posteriormente llegar al pueblo de Tamulté, una población ubicada en las cercanías de la capital de la provincia San Juan Bautista, y en donde estableció su campamento.
En Tamulté se enfrentó en combate con el ejército español, sin embargo, después de algunas dificultades y obstáculos, logró derrotar al ejército realista, provocando con esto la huida del último gobernador colonial de Tabasco, Ángel del Toro hacia Campeche.

## Proclamación de la Independencia
El 7 de septiembre de 1821, el general Juan Nepomuceno Fernández y su tropa, hicieron su entrada triunfal a San Juan Bautista capital de la provincia de Tabasco.
La tropa entró por el camino real a Atasta y Tamulté, hasta Cruz Verde (hoy Av. Francisco Javier Mina), dobló en la calle Yerbabuena (hoy Iguala), hasta la loma y calle de la Encarnación (hoy 5 de Mayo), ocupando el cuartel nuevo en la hoy calle de Independencia, el cuartel viejo, la casa consistorial (el Ayuntamiento) y la Plaza de Armas en donde Juan Nepomuceno Fernández Mantecón proclamó la independencia de Tabasco de la corona española. Culminando así 302 años y seis meses de dominio español en el estado.

## Incorporación de Tabasco al Imperio mexicano
Al día siguiente, 8 de septiembre, a las 9 de la mañana, en la Plaza de Armas de Villahermosa el general Juan Nepomuceno Fernández y las autoridades tabasqueñas juraron la Independencia de Tabasco y el Plan de Iguala, el festejo culminó con una misa y un "Te Deum" en la ermita de la Concepción. Quedando de esta forma, unido Tabasco al naciente Imperio mexicano.

## Primer gobernador de Tabasco
Juan Nepomuceno Fernández Mantecón fue el primer gobernador de Tabasco en la época independiente, con el carácter de Jefe Superior Político, este cargo lo ocupó desde principios de septiembre de 1821, hasta el 23 de abril de 1822.
Acusado ante la Regencia por abuso de autoridad, se le despojó del cargo, siendo llevado a prisión en Cunduacán y posteriormente conducido a la Ciudad de México, para su juicio. En su lugar fue nombrado el teniente coronel Manuel María Leyton.
El capitán Juan Nepomuceno Fernández Mantecón, pasó a la historia por ser el libertador de Tabasco de la corona española y por ser el primer goberndador del Tabasco independiente. Su nombre está escrito en el "Muro de Honor del Estado de Tabasco", en la ciudad de Villahermosa.